# Kakkeri, Khanapur
Kakkeri là một làng thuộc tehsil Khanapur, huyện Belgaum, bang Karnataka, Ấn Độ.